# Actebia praecurrens
Actebia praecurrens är en fjärilsart som beskrevs av Otto Staudinger 1888. Actebia praecurrens ingår i släktet Actebia och familjen nattflyn. Inga underarter finns listade i Catalogue of Life.